# KYOHEY
KYOHEY（きょうへい、1982年5月10日 - ）は、東京を拠点に活動するラジオパーソナリティMC。株式会社KIOKJAPAN所属。
ニックネームは「きょうへい・きょーちゃん」。

## 人物
大阪府堺市出身。血液型はA型。
幼少期からラジオに触れて育ち、その魅力に魅了され小学生の頃にラジオDJになることを将来の夢として決意。
2007年大阪のYES-FMにて念願のラジオDJとしてデビュー。
その後、FMOSAKAやラジオ関西でラジオDJ、パーソナリティとして活躍。2016年より活動の拠点を東京へ移す。
フランクで接しやすいフレンドリーなキャラでありながら、頑張る想いを後押ししてくれる温かい心でリスナーに寄り添う兄貴的な一面も持つ。
シンプルなツッコミが得意。

## 主な経歴

### ラジオ・ネットラジオ・Web動画

#### 出演中
- KIOKSHOW (2016.04　～　現在）

#### 終了・特番
- YES-fm	SOUND　BRIGHT（2007.10 ～ 2008.06）メインパーソナリティ[1]
- FM OSAKA	Sunday Live Station（2009.10 ～ 2009.12）　メインパーソナリティ
- FM OSAKA	T.P.O.～The Party Oneself～（2010.01 ～ 2010.03）　メインパーソナリティ
- ラジオ関西　KYOHEYの届け！ラジオ魂	（2011.10 ～ 2012.03）　メインパーソナリティ
- ラジオ関西　H.I.S. Presents～旅ラジ～	（2012.10 ～ 2013.03）　メインパーソナリティ
- ラジオ大阪　KYOHEYのMusic Time Line（2014.04 ～ 2014.05）　メインパーソナリティ
- ラジオ大阪　笑福亭銀瓶の銀ぎんワイド（2014.04 ～ 2014.06）　火曜日コーナー担当
- ラジオ関西　森脇健児の遊・わーく・ウィークリー（2010. 10 ～ 2016.03）　アシスタント
- ラジオ関西　CRKミュージックヘッズ（2012.04 ～ 2016.03）　メインパーソナリティ
- SORA×NIWA RADIO 松屋銀座ソラトニワステーション（2016.4代理パーソナリティ）

### 司会進行
- RENTAI FESTA (2011~Every Year @ 万博記念公園)　メインMC
- オオサカオクトーバーフェスト (2012~2016Every Year @ 天王寺公園)　メインMC
- 神戸オクトーバーフェストin 三宮(2012~2014 @ 東遊園地)　メインMC
- Da-iCE ファンクラブツアー a-i Contact(2014.09-vol.01-vol.02-)　メインMC
- アサヒビール日比谷オクトーバーフェスト(2014-Every Year @ 日比谷公園)　メインMC
- 大阪城3D マッピングスーパーイルミネーション カウントダウン2014-2015( 出演: 大塚愛 @ 大阪城)　メインMC
- FOOD SONIC 2015 supported by 食べログ (2015.03 @ 大阪城ホール)　メインMC
- ウォーターランフェスティバル(2016.07 @ 東京・大阪)　メインMC
- BIG ARTISTS NETWORK BAN! in MAIHAMA(2016.08 @ 舞浜アンフィシアター/MC with 菊地亜美)　メインMC ※FRESH! by AbemaTV 生中継
- ZOMBIE HAZARD(2016.10 ＠稲毛海浜公園) メインMC
- ジャパンビーチバレーボールツアー2017ファイナルグランフロント大阪大会MC（2017.9@グランフロント大阪）
- 渋谷VUENOS Chillin Navigator

### その他
- スマイルエールプロジェクト(東日本大震災復興支援プロジェクトリーダー）